# +チック姉さん
『+チック姉さん』（プラスチックねえさん、+TIC ELDER SISTER）は、栗井茶による日本の漫画。『ヤングガンガン』2009年09月No.18より不定期連載。THE市のTHE高校に通う頭にプラモを乗せた模型部3人娘による学園ギャグ漫画。コミックス8巻で模型部から書道部に変更し、頭のプラモも捨てている。『増刊ヤングガンガン』Vol.9、10でも掲載。不定期連載のため連載再開の度に第1話から再カウントされている。2020年8月時点でシリーズ累計発行部数は100万部を突破している。
単行本発売に先駆けアニメ化され、ヤングガンガン公式サイトほか、ニコニコ動画、YouTube、ガンガンONLINEでWebアニメ配信されている。また、本作品の登場人物である佐々木唯と山田純一のエピソードが好評により抜粋してまとめた単行本『メメメメメメメメメメンヘラぁ…』も刊行され、外伝作品として再編集された。

## 登場人物

### 模型部→書道部
姉さん / 源間色絵（色枝、げんま いろえ）
声 - 狩野茉莉
主人公。背中まで届く長い髪（うす茶色）と、高校3年生とは思えない程の低身長と幼児体型が特徴で、腹がたるんでいる。かつて頭に城の模型が乗っており、中には新衛門という侍と一休さんのような坊主がいた。下級生および一部の大人からは「姉さん」と呼ばれるが、同級生からは「チビ子」と呼ばれる。
「放課後だからといってすぐに帰るのはもったいない」と、とにかく青春することを志とし、いつも他人にちょっかいをかけたりしているはちゃめちゃな性格。傍若無人で我侭かつ下ネタを言ったり公衆の面前で放屁をしたりとかなり下品。図々しく他人に迷惑を掛けることを何とも思わない上に、目立ちたがりなトラブルメーカーである。ただし、場の空気を読んだ上で空気を壊したり、わざと状況を悪化させることが多く、至極真っ当な言動も少なくない。連載が進むにつれ自身以上に破天荒な人物が増えた事や、当初まともだったキャラがボケ役に回ることも増えたため、必然的にツッコミ役に回る機会が増えた。意外にも世話焼きで、自らパーティーやイベントを企画するなど行動力があり、人望は厚い。しかし、自分の知らないところで何かが企画されていると拗ねる一面も。
能力が豊富で学力は高く、料理も得意。将棋も相手を完膚なきまでに叩き潰すほど強く、大道芸の腕前はプロのピエロを戦慄させるほどで、ゲートボールやDJなど細かな芸を身に着けている。
9巻で自ら告白する形で鈴木と交際を始める（正確には、自身に交際を申し込む内容の手紙を鈴木に無理やり読ませ、それを了承することで交際が始まった）。鈴木はごっこと思っていたが、本人は割と本気で、鈴木を品定めするために図書館へ出向いていたことをオカッパによって看破された。以後、不器用なりに鈴木と愛をはぐくもうとしている場面をオカッパらに目撃され、しばしば冷やかされる。
両親はどちらも姉さん以上に破天荒な人物。9巻で母親が外国人のハーフであることが判明した。
名前を逆さから読むと「えろい○んげ」であり、その事実が校内放送で全校に知れ渡ったため、「○んげ先輩」と呼ばれたこともあった。
オカッパ / 岡本葉月（おかもと はづき）
声 - 内山夕実
姉さんの後輩。黒髪ボブカットで前髪はパッツン。かつて頭に電車の模型が乗っていた。黒いニーソックスを履いているが、夏場は白のハイソックスになる。小学校4年生のころまで関西育ちだった。中学時代は弓道部だった。マキマキのクラスメイトで彼女の隣の席。しょーちゃんという小学1年生の弟がいる。
巨乳の持ち主（ただし非常に硬い）でスタイルもよく、姉さんによくセクハラされている。本人曰く「柔らかくなってきている」。16巻にて、怪異に揉み解されることになり胸が軟化。
姉さんとは違い、周囲の人間とごく普通のコミュニケーションを取れる常識人（ただし、マキマキ共々一般生徒からは頭に模型を乗せている『変わり者』と認識されていた）。しかし怒ると怖く、無反動で姉さんを壁や戸棚に叩きつける、姉さんをバスケットゴールに「ダンクシュート」するなどの驚異的な怪力・身体能力を見せつけることもある。姉さんの振る舞いが癇に障った時には、喜々とした表情（漫画では白目が黒色になり、アニメ版では文字通り目の色が変わる）で周囲が慄然とするほどの暴力を振るい、マキマキもとばっちりを食うことが多い。国木や9番ですら殴り倒して記憶を消去させたことがある。マキマキとは小学校時代に引っ越してきて以来の幼馴染であり、失恋した彼女を気遣う優しい一面も持っている。
小学校時代からプラモデルが好きでそのころから頭に模型が乗っており、いじめっ子の少年をパンチ一発でKOさせるなど、そのころから強い。
虫が嫌いで、特にゴキブリが大の苦手であり、ゴキブリが額に止まった時は泡を吹いて失神した。
時折周囲の人間にやたらと絡みたがる時があり、姉さんとマキマキからは「甘え日」と言われ鬱陶しがられている。次第に暴力を振るう描写は少なくなっていき、ウザキャラにシフトしつつある。
マキマキ / 酒巻真希菜（さかまき まきな）
声 - 井上麻里奈
姉さんの後輩。身長168cm、体重53.55kg（定規調べ）。長身で、首元で2つに結った長い赤っぽい髪と、黒ニーソックスがトレードマーク。夏場は白のハイソックスを履く。胸は模型部で一番大きく描かれているが、詳細は不明。かつて頭に戦車の模型が乗っていた。中には軍服を来た中年男性（アニメでは戦車兵 声 - 辻親八）が入っており、初期はよく戦車砲を撃っていた。この戦車砲は直撃されると人間が気絶するほど強力である。オカッパのクラスメイトで彼女の隣の席。オカッパとは小学生時代に彼女が転校してきてから一緒の仲。
男言葉でしゃべるボーイッシュな少女だが、見た目によらず争いごとが嫌いな性格であり、模型部の中では一番の常識人。姉さんに迷惑を掛けられても基本的に仕返しはせず、オカッパとのケンカをオロオロしながら見ている内にとばっちりを喰うなど損な立ち位置にいる人物だが、姉さんに「アイプチ」と貶された際には、姉さんを窓から逆さ吊りにするほど激昂した。東や多田など後輩にもよく弄られる。
ウブで、一人で自分の腕を使いキスの練習をしている。また、片思いしていたクラスメイトに彼女ができた時には発狂してしまった。
小学生のころは太っており、滑舌が悪かったが、中学に入ってから痩せた。

### その他生徒
宇佐美ウノ（うさみ ウノ）、宇佐美サノ（うさみ サノ）
声 - 井澤詩織（ウノ）、早乙女由香（サノ）
姉さん以上の低身長な女子生徒の姉妹。1年生。薄い赤茶色の髪をしており、頭頂部で髪を結っている。当初は姉さん以上のアホキャラだったが、姉さんともども、最近はツッコミ役に回ることが多い。
姉さんの遊び相手にされることもよくあり、模型部員達と一緒にいることも多い。しかし、子供扱いされることを嫌う一面もあり、オカッパがイタズラで驚かそうとした時には、静かに怒りながら暴言を吐き、オカッパに腹パンを食らわしている。男性教師の事を君付けで呼んでいる。
当初は敬語キャラでなおかつ舌足らずさが目立ったが、上記の通り、キャラクターが徐々に変動してきたため、最近はそうでもなくなってきている。また、自身が認めていない人物(男子に多い)については見下すような態度をとることもあり、逆上がりができない東に暴行を加えたり、お姉ちゃんチームにつかまった西に対しては、「雑魚は暗くなる前に家に帰れっていつも言ってるだろうが」と辛辣なセリフを吐いたりしている。
双子であるがためによく間違われるが、両親にさえ高確率で間違われるのが悩み。名前以外、人格も含めて二人に差はほとんどない。3巻で頭をぶつけることによって中身の入れ替わりに成功している。
裏返した紙に書かれた文字を透視するという超能力を持ち、赤ちゃんとテレパシーで会話もできる。料理も得意で本格的。11巻ではお姉ちゃんチームにもつ鍋を作っている。また、24巻では勤務中に飲酒する沼津から肴をねだられ、シンディを眠らせた礼に家庭科室でだし巻き卵を作った。
長らく双子と思われていたが、他にも別の高校に通う姉妹が数十人いることが判明した。大学生で、普通の体格の姉がおり、彼女らも多胎児である。母親は姉らに紛れており、ウノサノ当人ですら誰なのかよく認識していない。「妹チーム」全体の特性は、妹チームの項を参照のこと。
美しさの人 / 石原さとみ（いしはら さとみ）
声 - 斎藤千和
「美しさ」を極めた謎の女生徒。3年生。12月24日生まれ。
肌や髪などのケアを極めて大事にし、模型部員達よりも自分の方が何倍も美しく可愛いと思っている過剰な自信を持っている。しかし、体型はぽっちゃり系で、髪をお団子にして肌はつるつるのおたふく顔で、お世辞にも美しいとは言えない。その見た目通り、運動神経も悪い。
そこら辺の男子生徒の挑発やからかい程度ではまったく動じず結構手強い。自分の基準で他人を美しくしようとするが、「美しく」された本人は逆に悲惨な容姿にされている。また、枯れた花に息を吹きかけ満開の状態に再生させる謎の能力を持ち合わせている。
本名は単行本5巻で発覚。以降、「石原（さん）」と呼ばれることが多い。8巻でトビーと交際を始めたが、13巻でトビーを洗脳するようになる。
姉さんからかなり嫌われており、時には涙を流しながら「帰ってくれ!」と懇願されることもあるが、全く動じない。面倒くさい存在ではあるが、時には鈴木の散髪などで結託することもあり、姉さんの企画するイベントにもなんだかんだで呼ばれている。また、オカッパは彼女の言動が笑いのツボにハマっており、なにかする度に笑いを堪えている。
妹がおり、最初はショートカットの美少女だったが、さとみが的はずれなアドバイスをし続けた結果、1年後には黒髪であること以外はさとみと全く同じ容姿になってしまった。
佐々木唯（ささき ゆい）
姉さん・姫川・ノッポのクラスメイトの女子生徒で、彼女らとは小学校からの同級生。放送部員。黒髪のショートカットのつり目で、左利きの巨乳。1巻で初登場した時と、2巻の再登場以降とでは、前髪の形状が変わっている。黒ニーソックスを履いている。小学生の頃にキッズ向けファッション誌に載った経験があるなど容姿のレベルは上の方である。山田と自分の分の弁当を毎日作っており、料理の腕も高い。カレーに関しては山田も認めている。
小学生のころから姉さんのことが嫌いで、悪質な嫌がらせをし、校内放送で姉さんの悪口を堂々と言うほどであったが、自身の悪事を姉さんにフォローされて以降、姉さんとは普通に接するようになっている。なお、姉さんに対する悪事は、本人以外のクラスメイトに勘づかれている。
非常に根暗で偏執的性格の持ち主で、他人の些細な言動を悪い方向に捉えて逆怨みする。激怒したり自分が不利な状況に陥ったりすると、自前のノートに虚ろな目で黙々と愚痴や言い訳を書き続ける。機嫌が良かったり相手より優位な状況になると、得意げな顔で「ふふんっ」と鼻を鳴らすのが癖。
待合のバス停で一緒になることが多かった大学生の山田純一（後述）に告白されたのをきっかけに、彼へ異常に執着するようになっている。山田への想いが高じて脅迫メールやストーカー行為を日常的に繰り返しているほか、山田の誕生日に婚姻届受理証明書を勝手に送りつけたり、自分の18歳の誕生日には双子の赤ちゃんをおねだりするなど、ますます言動が過激になっている。山田の方は失禁するほど恐怖しているが、関係の方は一応進展(?)している。山田曰く「見た目は美少女。中身はミザリー」。
ベリーちゃんという犬を飼っている。手当たり次第体当たりをして（飼い主の佐々木を含む）人を気絶させる駄犬。
バニッシュコンパス、スパナクラッシュ、如来神掌、顔を焼くなどの物理技を持つ。
前述にあるように、彼女と山田の登場エピソードは、単行本『メメメメメメメメメメンヘラぁ…』としてまとめられており、ここでは主人公となっている。
姫川百合亜（ひめかわ ゆりあ）
姉さん・ノッポ・佐々木のクラスメイトの女子生徒。彼女らとは小学校から同級生。8月23日生まれ。姫カットの黒髪ロングヘアー美女。模型部の2人以外で姉さんが仲の良い相手。
姉さんを「チビ子ちゃん」と呼んでおり、たびたび世話を焼く心優しい性格。バスケ部員であったが、11巻での姉さんの話によると退部したという。下級生からは「姫さん」と呼ばれ、姉さんとノッポから「姫」と呼ばれることもある。
クラスの男子生徒にいたずらで芸能事務所のオーディションに履歴書を送られるほどの美人で長身・巨乳。ノッポと同じくBP（美少女ポイント）が100を超えている。真田とは幼馴染で、真田と共に学校紹介のパンフレットのモデルになる。美人であるがゆえに持ち物をよく盗まれるなど苦労が多い（ちなみに、水着をヨシ君に盗まれたことがある）12巻以降「だよぅ」が口癖となる。
ある一件がきっかけで、東のことが気になっており、12巻での数々の事件を経て、13巻では好意を隠すことなくアプローチするようになり、14巻で交際を始める。当初国木との関係は悪くなかったが、東を巡って犬猿の仲となり、国木から「姫豚」と罵られる事もある。
実家は食事処姫ちゃんを経営している。父親は、姫川に握らせたおにぎりを、興奮する男性に12000円で売るというとんでもない商売をしている。
ノッポ / 保奈美（ほなみ）
姉さん・姫川・佐々木のクラスメイトの女子生徒。彼女らとは小学校から同級生。席は姉さんの隣。姫川同様に模型部の2人以外で姉さんが仲の良い相手。
周囲の人物からは「ノッポ（さん）」と呼ばれており、実際に身長172cmと長身。姫川と同じくBP（美少女ポイント）が100を超えている。マキマキ同様ボーイッシュな性格で巨乳。姫川と一緒に居ることが多い。3年前は不良だった。面白いことが好きで、河童や辰姫などの怪異とも積極的に交流している。また、自らも姫川を東に取られて暇していることから、多田や田口などの男子とも積極的に交流している。
長らく本名不明だったが、17巻でサバエナに呼ばれたことにより下の名前のみ判明した。
国木（くにき）
声 - 谷山紀章
野球部のキャプテン。大柄で筋肉質なイケメン。3年生。
誰に対しても平等に接する心優しい好青年に見えるが、実は他校に知れ渡る程の同性愛者で、常日頃から女性用の下着を身に着けている。姉さんからは面白がられ気に入られている。
気に入った男子生徒に対して、彼らの前で様々な理由を付けて少しずつ服を脱いで全裸になろうとしたり、迫って連れ去ろうとしたり、喧嘩の仲裁という体で他校の男子生徒を物色したり、女性下着を着用した姿を公衆の面前に晒すなど、奇行に事欠かない。
その一方、救世主的な面もあり、校舎を破壊する市長を撤退させたり、マンホール男をお尻警察として裁いたり、15巻では刃傷沙汰をおこそうとしている男性の話を聞いてあげたり、人助けもしている。
力を入れただけで服やブラが吹き飛ぶなど、高校生離れした筋肉量を誇り、またかなり陰茎がでかい。愛を消費しながらスタミナを回復することが出来るためほぼほぼ無尽蔵に動ける。
興奮したときの叫び声は「イヤホゥ」で、拒否するときに「嫌ホゥ」などと派生する。
最近では、男性が勃起した際に感じる邪気・「勃気」を感知することができ、同じく「勃気」を感じ取れるハルナを連れまわすことが多い。
前述の通り姫川とは犬猿の仲であるほか、最近ではノリオをめぐり定規とも対立している。
鈴木（すずき）
別名・図書委員A。2年生。埼玉県出身。長髪の男子で、同じ図書委員の田口と行動をともにすることが多い。図書室で好き放題やる姉さんに手を焼きまくっている。9巻で無理矢理姉さんの恋人にさせられ、姉さん・石原・トビーの手によりトレードマークの長髪を切られた。容姿は平均的で、姉さん曰く「美男でも不細工でもない不思議な仕上がり」。なんだかんだで交際関係は続いており、姉さんと身体が接触してドキドキするなど異性として意識する描写もある。花婿修行として色々付き合わされている。
田口（たぐち）
別名・図書委員B。2年生。メガネと出っ歯が特徴の男子で、同じ図書委員の鈴木と行動をともにすることが多い。図書室で好き放題やる姉さんに手を焼きまくっている。オカッパとは中学からの友人で、彼女に惚れている。
当初はオカッパの奇行に萌える以外はまともであったが次第におかしくなっていった。鈴木が姉さんに花婿修行として駆り出されるようになり、多田と帰宅することが増えた。
西洋太（にし ようた）
声 - 岩瀬周平
別名・生徒会A。1年生。茶髪でやや長髪の男子。本名は13巻で判明した。将来の夢は「パチプロとヒモの両立」というアホだが、本作では比較的常識人であるため、ツッコミ役に回ることが多い。同じ生徒会である東と行動することが多い。また、ヨシ君や山崎と席が近く、授業中にノートに落書きばかりしているヨシ君に悩んでいたことがある。ウノサノ曰く「気持ちの優しいやつ」。
お姉ちゃんチームに逆レイプされかけ、全裸で行き倒れたところを警察に保護されたことがある。その後もお姉ちゃんチームとは色々あったが、14巻でリウと交際を始める。
東（あずま）
声 - 赤羽根健治
別名・生徒会B。1年生。黒髪でやや長髪の男子。実家は美容室。将来の夢は「パチプロとヒモの両立」というアホだが、本作では比較的常識人であるため、ツッコミ役に回ることが多い。同じ生徒会である西と行動することが多いほか、中学からの同級生である多田とつるむことも多い。一人暮らしをしているが、姉さんもドン引きするほどの不摂生な食生活をしており、姫川からも心配されている。
自分の意志で好きなだけ汗や涙を流せるという特技を持つ。小学生なみに陰茎が小さい。
美少女で知られる姫川にアプローチをかけられても動じないことから、姉さんに不思議がられており、オカッパとマキマキから逆恨みされるようになった。14巻ではついに姫川のアプローチを受け入れて交際を始める。交際開始後もヘタレぶりは相変わらず。
多田（ただ）
声 - 小池謙一
ヒゲを生やした野球部員。1年生。盗んではダメだけど捨ててある物を拾ったら大丈夫と、学校のゴミ置き場からニーソを探し出す程のニーソ好き。
石原の手によって顔の毛をすべて剃られ、顔面は彼女そっくりに変えられてしまったことがある。顔は化粧なので元に戻ったが、頭はスキンヘッドのままである。
非常にスケベな性格でオカッパとマキマキからは嫌われており、彼女等にとって天敵である。この2人や佐々木からはよく「ジャガイモ」「髭ダルマ」と罵倒される。その他男女両方からぞんざいに扱われている。中学の同級生である東とつるむことが多い。西がリウと、東が姫川と交際するようになり田口と帰宅することが増えた。
ヨシ君 / 吉田（よしだ）
ぼっちゃん刈りで頬のこけた温和そうな男子生徒。生徒会二人組のクラスメイトで仲が良く、西とは隣の席。増田先生のことが好き。「○○殿」「してくだされ」といった独特な口調で話す。
初登場時は少し動いただけで肩を脱臼するような虚弱体質だったが、空手の心得があり、スズメ蜂を叩き落としながら、飛び蹴りで巣を真っ二つに割ったことがある。
ナンパ師であり、何人もの歳上の美女とデートしたことがあるが、全員の名前は覚えていない。ナンパ方法は、一万円札を見せびらかしながら相手の目の前で「お前いくらだ?」と聞きながら関係を迫るという、援助交際さながらの言動をとるというもの。相手は当然嫌がるものの、最終的には何故かヨシ君と楽しく遊んでいる。
増田先生に好意を抱いているであろうことが、他のクラスメイトから察せられている。
姉さんの右腕として姉さんにアドバイスすることが多い。
羽賀愛希（はが あいき）
市長の娘。1年生。9巻で初登場。父から「強い男と交際しろ」と教えられた反発で、弱い男を好む「雑魚専」になってしまった。これを矯正させるために、姉さんを頼った父により、THE高校に転入した。姉さんが矯正作戦に失敗した結果、姉さんに惚れてしまい、姉さんを「姉さま」と呼び慕っている。非常に頭が悪く、掛け算も出来ない。オカッパとマキマキからは可愛がられている。姉さんを骨折させてしまったため、9巻では姉さんに拒絶されていたが、10巻では姉さんにも舎弟として認められたようで、よく行動を共にする。ウノサノは同級生で舎弟仲間。
当初はかなり攻撃的な性格であったが、2度目の登場以降は明るく友好的な性格になっている。ただし、父親譲りの怪力とキレた時の暴走は健在。
田口に「チ●コ貸せ」と迫ったことがあるが、彼に好意を寄せているのか、ただ性欲が旺盛なだけなのかは不明である。
9巻では「羽賀（ちゃん）」と呼ばれており、本人も「羽賀ちゃん」と自己紹介したが、10巻以降は「アイキ（ちゃん）」と呼ばれることが多い。
本当に美しい人 / 箕輪ハルナ（みのわ ハルナ）
10巻で転入してきた女子生徒。1年生。美人と噂されており、初登場で石原と対抗したことから彼女になぞらえ上記の通称がつく。当初はクールを装った気取り屋だったが、内心は周囲の人物と仲良くなりたくて仕方がなくて、友達を増やしたい性分を前面に押し出すようになってくる。争いごとが嫌いだが、いざ巻き込まれると、自分がされた仕打ちすら許してしまう。その底なしの平和主義から、姉さんからは「脳花」と言われることが多い。
基本的には仲間はずれが大嫌いな質で、9番とも仲良くなろうと画策するがいつも失敗する。国木については近頃では「勃気」案件で連れまわされて嫌がるそぶりも見せるが、それでも姉さんがイベントから国木をハブったことにははっきりと反対し、仲間に入れようとした。なお、嫌がりながらも「勃気」の成因を見分けることができるなど、国木以上に「勃気」に詳しくなっている。さらに、自分の目をみつめた相手を服従させる特殊能力(魅了、チャーム)を身に着けたが、現時点ではあまり使いこなせていない。
トビー・リビドー
留学生の男子生徒。一人称は「トビー」。手相を見ることができる。ベジタリアンで実家は農家。「リビドー」の姓の通りエロい。
姉さんからの扱いはぞんざいで、手相を見終わった後に目潰しされたが、本人は目潰しされる直前に瞼を閉じていたため無事だった。別の話では、姉さんが育てている校内菜園の野菜を分けて欲しいとお願いすると幾度も拒否されて貰えなかったが、しかしその翌日にその菜園を勝手に食い荒らしていたことがバレ、姉さんにリンチを受けた。8巻で石原と交際を始めた。石原を「余裕で抱ける」と言っていたが、未だに抱いていない。交際が続くにつれ、石原から日常的にお仕置きやご褒美を繰り返されたりクスリ漬けにされたりしているため、半ば洗脳を受けた状態になっている。
山崎（やまざき）
ヨシ君の隣の席の女子生徒。メガネっ娘。増田先生を尊敬している。
一度ヨシ君のノートにあった増田先生の落書きを見て、落書きを消すようにとさりげない発言をしたが、ますます書き込みが増えたことでドン引きし、ヨシ君と机を離して距離を取った。
9番 / 神保（じんぼ）
サッカー部員の男子生徒。一見スポーツマンタイプのイケメンではあるが、恥を掻かされたり他人から笑われるなど気に食わないことがあると、握りっ屁、脇をこすったタオル、靴などの臭いを嗅がせて気絶させ、時には物理的な暴力におよび、しかもその際に相手の年齢・性別・社会的立場などを一切考慮しないという危険人物。11巻まで本名不明で、オカッパ・マキマキが背番号からそう呼んでいたが、12巻で判明した。
3番
サッカー部員の男子生徒。9番とは同級生とみられる。毎回9番を諭そうとするも、毎回倒される。9番に比べ不細工に描かれているが、自分を犠牲にしてでも9番を止めようとする姿勢から、「いい奴っぽい」としてマキマキやオカッパからは好印象を持たれている。
佐山（さやま）
サッカー部員の男子生徒。しばしば9番の標的になる。
ミキ
マキマキとオカッパの友人の女子生徒。自身が恋している佐山にタオルを持っていこうとしたところ、悪気はなかったものの9番に恥を掻かせてしまったため、9番に気絶させられてしまった。
その後佐山とどうなったかの詳細は不明であるが、サッカー部のマネージャーになった模様。
生徒会員C
生徒会の中で唯一まともな黒髪長髪のメガネっ娘。しかし、生徒会室で麻雀をしたりはしている。
生徒会長
一見イケメンだが、生徒会室で賭け麻雀をするなど、自ら「名ばかりの生徒会長」と語るほどのアホだが、真面目に仕事をしていることもある。
梶原（かじはら）
肥満体でメガネをかけたプラモオタクの男子生徒。「〜ズラ」が口癖。
一度模型部に入部しようとオカッパに連れてこられたが、気に入られず姉さんに部室の窓から突き落とされたが無傷で済んだ。
また、姉さんに2000円でなんでも言うことを聞くと自ら約束しマシンのようにこき使われたが、すぐに自我に目覚めて約束を破棄した。
真田（さなだ）
声 - 神原大地
姉さんの昔からの知り合いでクラスメイトの男子生徒。バスケ部員。姉さん曰く美男子と名高いらしい。
姫川とは幼馴染で、姫川とともに学校紹介のパンフレットのモデルになる。
ブスが好きで、ブスの彼女がいる。
シンディ
声 - 斎藤千和
非常に巨漢で不細工な女子生徒。異常な餅好きで、餅を食べないと不機嫌になる。言葉は「もちもちもちー」としか喋らない。ウノサノに無理矢理餅を作らせていた。ある日、彼女らが作った餅を食べたところ、餅の中に大量の睡眠剤が仕込まれていたために爆睡。その隙にウノサノからリンチされた。24巻で長い眠りから目覚めたが沼津先生に吹き矢で再び眠らされた。
日本語を話せなかったが、覚醒後は本人曰く睡眠学習したらしく、流暢な日本語を話していた。

### 教職員
校長
THE高校の校長。アメとムチが教育理念で、礼儀に厳しいが『アメ』の部分がすごい。姉さんに巧みに利用されて金品をたかられている。また、校長でありながら姉さんと賭け将棋を行って負け、現場の校長室に乗り込んできた増田先生に対して、苦しい弁明を繰り広げて姉さんをかばったかなりのアホ。『アメ』として金品をばら撒く体質であり、多田によると「THE市の金属性の戦士の一人」。
水野（みずの）
声 - 倉田雅世
保健教師、33歳。教師であるが、姉さんのことを「姉さん」と愛称で呼んでいる。増田先生とは親友。
学生時代に背中の毛が濃すぎて彼氏に振られた苦い思い出がある。本作ではこの毛のことを「せな毛」と呼び、アニメ版では「せな毛」がキャラクター名扱いされていた。
教師でありながらだらしがない面があり、姉さんと賭け麻雀をやってしまい、賭け金を払えなかったので、友人である増田先生の胸を300回揉む罰を受ける羽目になり、この事情を知った増田先生からは体罰を受けた。
増田（ますだ）
担当科目は国語。美人で真面目。姉さんのような薄い茶髪。ボブカットの巨乳。普段はハイライトが描かれていない真っ黒なジト目をしているが、真剣に相手を諭す時はキラキラと輝いて綺麗な眼になる。姉さんのことを「源間」と呼んでいる。水野先生とは親友で、彼女からは「増田ちゃん」と呼ばれている。
面倒見が良く、生徒からも受けが良いが、生真面目過ぎて空気が読めずやや堅物で融通が利かない。ルールやモラルに反する出来事があればなんとしても正そうとし、場合によっては体罰も行う。上司である校長に対してもハッキリと意見具申する。
後藤田（ごとうだ）
問題行動が多い男性教師。持ち物検査で没収した生徒の私物を転売するとんでもない人物であるが、佐々木・ウノサノに返り討ちにあっている。
購買部のババア
何かと姉さんと勝負をしている中年女性。本人自ら「ババア」を自称する。プロらしい。THE高校の卒業生。現在は、THE高校の七不思議をひとつずつ解決していく霊能力者のようなことをしていることが多い。その辺にある物をなんでも食べようとする。最近は、怪異を退治するデビルハンターとして主に活躍する。
姉さんですら負け越す実力者。
沼津（ぬまづ）
頭の禿げた年配の男性教師。学校の裏庭にガソリンをまこうとしたり、THE高の女子生徒が輩の2人組とトラブルになった際に輩の車を運転して逃走するなど、後藤田先生以上にとんでもない人物。

### α高校
姉さんたちが通う高校とは別の高校。ミウミサ、カス村、マーちん、京子はそれぞれ元は別々に登場しているが、13巻で全員が同じ学校の友人であることが判明している。セーラー服を採用している。
宇佐美ミウ（うさみ ミウ）、宇佐美ミサ（うさみ ミサ）
ウノサノの姉妹。宇佐美家の女性で初めて、10代のうちに変身を遂げた（詳細は妹チームを参照のこと）。
京子・マーちんとは友人である。木村を木刀で懲らしめようとするなど、ウノサノに比べ暴力的。ミウは姉さんがウノサノ以外で初めて遭遇した宇佐美家の人物である。
宇佐美家の人間にしては珍しく、国木の裸を見て恥ずかしがっている。その後、なぜか自販機と合体している国木をみて戦意喪失、へたり込んでしまった。
変身以後、妹チーム特有の舌足らずさは抜けたが、現在も敬語キャラ。お姉ちゃんチームとはまた雰囲気の異なる大人っぽい外見となっている。
カス村 / 木村圭太（きむら けいた）
α高校の生徒で、東・多田とは中学校の同級生で、東とは小学校のころから一緒。西とは面識が無い筈だが、16巻では何故か面識がある事になっている。性格が悪く、「カス村」と呼ばれ、嫌われている。ハルナからは「圭太君」と呼ばれ、石原からは何故か「太郎」と呼ばれている。国木とお巡りさんからは「木村君」と呼ばれている。以上の人間以外からは「カス村」と呼ばれている。東同様一人暮らししている。初登場で東・多田と会った際に彼女（東らは「ごまブス」と呼んでいた）を連れていたが、13巻で再登場した際にはその彼女と別れ、マーちんと付き合っていた。しかし、ハルナを目にしたことでマーちんを「ブス」と罵って一方的に振った。その後、マーちんに監禁されてお仕置きされて、そのドSぶりに耐え切れず16巻では逃げるような形で別れている。初登場時のみ髪の色が変わっている。彼女を絶やさないことに執着していたが、マーチンとの破局以降、彼女はいない。
マーちん / マチカ
当初はカス村の彼女として登場した。α高校の生徒で、京子・ミウミサの友人でもある。三白眼で、カス村からは「中途半端ブス」と言われている。
実はとてつもない豪邸に住むお嬢様で、両親から甘やかされ育った。その両親がSM好きで、彼女も両親の影響でSM好き（彼女はドS）で、カス村に対し靴下を口にねじ込む（これは両親の真似）、家の倉庫に3日間放置するなどの行為を働いており、姉さんや京子ですらその行動をフォローしかねる場面もある。結局、耐え切れなくなったカス村から逃げられる形で破局した。長らく本名不明だったが、24巻で愛地蔵と金地蔵に呼ばれた事により下の名前のみ判明した。
両手を顔の横で「パンッ」と叩く癖がある。
誰々誰子（だれだれ だれこ） / 小町京子（こまち きょうこ）
姉さんの前に突然現れた少女。姉さんに初対面で正面から馴れ馴れしく近づき、誰子を名乗った。姉さんも当初は警戒していたものの、その後仲良くなった。登場2回目で、愛地蔵に本名をバラされた。α高校の同級生からも本名で呼ばれており、14巻以降姉さんからも本名で呼ばれている。定規からは14巻では「誰子さん」と呼ばれていたが、17巻以降は「京子さん」と呼ばれている。姓は15巻で判明。

### β高校
カサネ
β高校サッカー部のマネージャー。オカッパ・マキマキ・ミキの中学生時代の知り合いで、オカッパの事を「ハヅキ」、マキマキの事を「マキナ」と呼んでいる。通称「β高の糞女」。セミロングの黒髪に垂れ目が特徴。性格が非常に悪く、THE高に練習試合に来た時にTHE高の悪口を言っていたため、9番に絞められるという当然の報いを受ける。その後、コータに振られて部もいったん辞めてしまったが、しばらくしてコータを含めた部員に戻ってくるように頼まれた。
その後、姉さんと知り合い、仕切り力などを買われ、気に入られた。以後、海水浴などのイベントに参加している。その後はオカッパやマキマキとも以前よりは普通に接するようになっている。
コータ
β高校サッカー部員。初登場当初はカサネの彼氏。カサネと違い性格は謙虚だが、とばっちりで9番に絞められる。その後、カサネを振ったため彼女は部を辞めてしまったが、のちに彼女が部に必要な存在だったと気づき、他の部員と一緒に彼女を呼び戻しに行った。交際関係は戻っていない。
ノリオ
β高校サッカー部員で1年生。定規の友達で、定規の事を「カツオ」と呼んでいる。
性知識が著しく乏しいため、勃起の意味も知らない。初登場時に夢精回数が1008回であった。定規に股間を掃除機で吸われたり、マーちんに電気按摩を食らっても、勃起はするがくすぐったいだけという反応しかしない。父親から「チ●コがでっかくなったら走れ」と偏った性教育を受けたため、勃起するたびランニングするという奇行を繰り返しており、定規はその一連の行動をボッキランと命名している。
身体能力は高めで、前述のボッキランの効果もあって国木よりも移動速度、スタミナが上回っている。
ゼロサン
元は七三分けだったが、9番によって7の部分の髪を全部刈られてしまい、「〇三」となってしまった。しかし、それがきっかけでクラスの人気者になり、上記の愛称で親しまれたためそのままにしていた。カサネを盗撮した犯人で、自らを罰するため、3の部分の髪を自らむしり丸坊主となった。

### THE中学校
定規の通う中学校。下記に登場するキャラクターはいずれも3年生であり、定規・モジャを除き全員が吹奏楽部。なお、吹奏楽部は1・2年生が入部してこないため、廃部になることが決定している。
最上定規（もがみ じょうぎ） / 最上勝男（もがみ かつお）
姉さんの知人の中学生。目で見るだけで、あらゆるものの大きさを測定することができる能力を持つ。「定規」はこのために姉さんにつけられたあだ名である。姉さんを通じて知り合った人物からは「定規（ちゃん）」と呼ばれている。物体だけではなく、人間の美しさ・強さ・知能、さらには、心拍数、発汗量なども測定できる。レベルやスタミナ、愛などのパラメータも測定でき、街中の警官の位置なども家にいながらも察知できる。
初登場話でハルナを直視したせいで、陰茎が萎縮しすぎてめりこんでなくなってしまった。肉体も女性化したため以後女の子として生活している。現在は完全に女性化してしまっており、本人曰く「性格を引き継いだ別人」とした方が適当とされる。女性化を受け入れ、女子としてレベルアップの日々を送っている。女の子らしくしたいのか、最近ではロングヘアーのウイッグを装着することもある。
当初は本名（下の名前）は明かされておらず、初登場で自ら「最上定規」を名乗った。本名は16巻で判明した。すでに女性化した後であったが、名前は男子のころのままのようである。今でもノリオや中学の同級生からは「カツオ」と呼ばれる。
ノリオのことは男友達としながらも、国木に狙われたノリオの貞操を守るために奮闘したり、「彼は僕が温めている途中なので」と国木に宣戦布告もしている。
No!!ルッキズムの中学生
映画「美しくなければ意味がない」の公開に抗議し、改題を求め映画館でデモ活動を行っていた女子中学生。フロントで2名が声を上げ、後ろでウーちゃんが黙り込んでいた。活動内容の矛盾を姉さんに指摘された上、ウーちゃんはこの活動が本意でないことが判明した結果、石原に「良い子」にされるため引き渡された。その後、外見は特に変わっていないが、吹奏楽部メンバーとしてウーちゃんとともに再登場した。
ウーちゃん
上記のデモ活動にアイコンとして利用されていた少女。おさげ髪に異様に大きい鼻とぶすっとした表情が特徴。デモ活動から解放され、姉さんらと楽しく映画を鑑賞した。その後、吹奏楽部メンバーとして、上記の少女たちとともに再登場した。
ニビ
ツインテールに垂目の三白眼、ピアス、八重歯という、姉さん曰く「わからせられるために生まれてきたような顔」の少女。昨今のフィクションに頻繁に登場する典型的な「メスガキ」。
モッチ
ロングヘアーにバナナなどの食べ物を片手に持った大柄な少女。猿に餌付けされていた真意を知った怒りから、猿を尻プレスで攻撃した。メスガキまる出しのニビに比べると、一見常識人であり、ニビの態度に腹を立てることもあるが、悪人を見つけると、アイキほどではないが怪力を発揮し、彼らに私刑を加える。
猿
吹奏楽部の黒一点。自分の理想の巨尻に育てるためにモッチに餌付けをしていた。ウーちゃんによると、下級生が入部してこない元凶。
モジャ
ある日、下校途中にニビに絡まれた陰キャの男子生徒。ニビにウザ絡みされるうちに彼女に惚れてしまった。天然パーマのため「モジャ」とあだ名され、モッチ・定規からも「モジャくん」と呼ばれる。
当初はただの陰キャのように描かれていたが、ニビに惚れてからというもの、親のクレジットカードを盗んだり、レベリングのために半グレと殴り合いをするなど、危険人物となりつつある。

### 大学生
山田純一（やまだ じゅんいち）
T大学1年生。メガネをかけた小太り体型で、その髪型も含めて、容姿は姉さんのパパにも似ている。言動は変だが常識人。
最寄りのバス停で一緒になる佐々木に一目惚れして思い切って告白した。しかし、長文メールの返信をしつこく催促されたり、下宿先の寮に先回りされて不法侵入されたりと、すぐに佐々木の異常な言動に恐れをなし、交際を断わろうとした。だが、下宿から実家通学に変えたものの、佐々木に実家の住所から家族構成に至るまで調べあげられたため、逃れることはできなかった。
基本的に臆病だが、表情と言動は常に淡々としており、佐々木の奇行を平然とあしらう、もしくは佐々木の制裁を甘んじて受けている。佐々木への恐怖のあまり、平静を装いつつ失禁することもある。
佐々木、牧野、辰姫と難ありな女性に求婚されている。佐々木に至っては既に入籍済み。
実家には父・としお（51歳、公務員）、母・幸恵（ゆきえ、46歳、主婦）、姉・祥子（しょうこ、24歳、OL）がいる。
牧野智美（まきの ともみ）
山田の大学の女友達。20歳。ロングヘアの可憐な美人。
普段は柔和だが、実は山田のストーカーで独占欲が強く、思考回路のおかしさは同じストーカーの佐々木に負けず劣らずである。色々な人から色情魔であることを看破されている。佐々木の調べによると、小学校からずっと引きこもっていたらしい。
山田の家に不法侵入して佐々木に勝負を挑むが、佐々木に自分の過去をばらされ、自身の母親の命を盾に脅された挙げ句、山田に説教されて泣きながら敗走した。しかしその後も山田に対するストーカー行為は続けている。
宇佐美リウ（うさみ リウ）、宇佐美リサ（うさみ リサ）
ウノサノ・ミウミサの姉。普通の体格をしており、他にも同じ姿の姉妹が多数いる(お姉ちゃんチームの項を参照のこと)。山田のバイト先のコンビニの先輩。
佐々木や牧野の存在を認識しつつも、山田に性的に迫る。
リウはコンビニで西と出会い、自宅に連れ込んだことがある。西のことを他の姉妹たちや母と逆レイプしようとした。その後、リウは西と交際を始めた。
姉チームは基本的にビッチだが、「固定」(特定の彼氏のこと)ができると、その彼氏に一途になる。このため、リサがさらに退屈し、単独で(または母・花や佐々木と取り合う形で)山田にさらに迫るようになっている。

### 小学生
隆之介（りゅうのすけ）
しょーちゃんの友人。岡本家の隣に住んでいる。愛称は「隆くん」。
オカッパを「葉月お姉ちゃん」と呼び慕っており、彼女(の胸)に欲情しているエロガキ。初登場時、両腕を骨折していた。
ユーリ / くらのゆうり
小学3年生の女の子。同級生の男の子・カタクソの気を引きたくて息止めの練習をしていたところに書道部と遭遇した。破天荒で無軌条な性格。なお、カタクソの由来はユーリの机に鼻くそをつけてくることに由来しているが、元はユーリが彼の机に鼻くそをつけていたことに対する仕返しであることが判明した。フルネームの出典は彼女のテストの答案用紙だが、すべてひらがなで書かれていたため、現時点で漢字表記は不詳。
カタクソ / 片桐葉介
ユーリが思いを寄せる男子。ユーリと同じマンションに住んでいて、破天荒なユーリのことを心配する母親から様子を見るように頼まれている。

### メインキャラの家族
姉さんのパパ
姉さんの父親。日本人。メガネをかけた小太り体型で、髪型も含めてその外観は山田と似ている。娘・色絵同様いい加減で自己中心的な性格だが、娘思いな面を見せる時もある。
メリッサ・ブラウン
姉さんの母親。外国人。元ポルノスター。金髪巨乳の美人で、現在も若々しい。娘・色絵でも手を付けられないほどのハチャメチャな性格。普段は外国におり日本には年数回しか来なかったが、11巻で一緒に暮らし始めた。当初は時々片言の日本語になるものの、通常は英語を話しており、色絵や夫も言葉を理解していなかったため、家族会議にトビーを通訳として呼んだほどであるが、その後は日本語にも慣れたようで21巻では殆ど日本語で会話していた。
しょーちゃん
オカッパの弟。小学1年生。姉さんのことを「チビ姉ちゃん」と呼んでいる。「しょーちゃん」、「しょうちゃん」、「ショーちゃん」と表記がコロコロ変わる。
純粋な性格だが、10巻ではツッコミを務めるほど成長した。姉・オカッパの胸に興奮する隆之介には手を焼いており、27巻でついにキレて首を絞めた。
佐々木の父
佐々木の父親。警察官。姉さんの知り合いで、警官だが姉さんを「姉さん」と呼んでいる。過保護で娘・唯が山田と付き合うのに反対している。
事件が起きた際も現場に向かわず唯の元へ向かうなど警官らしからぬ人物。
羽賀市長
愛希の父で、THE市の市長。THE市の「小学生書道コンクール」で姉さん（18歳）を市長賞に選んだ。筋骨隆々で、自身のことを「パワー信者」と形容し、市長の座もパワーで勝ち取ったと豪語している。その雰囲気からマキマキ・オカッパから即座に危険人物であることを察知されている。実際にかなりの危険人物であり、前市長を頻繁にシメに行ったり、秘書太郎に「暴力を人ではなく物に向けてみては?」と提案された際には、生活に影響の及ばないインフラとしてTHE校の校舎を破壊するなど、暴力的な描写が目立つ。本人曰く学問や芸術もパワー化できるらしく、それらも暴力と同様に評価している。娘のゆがんだ性癖を矯正させるため、THE高校に転入させた。
秘書太郎
市長の秘書。市長に忠実で、市長同様の危険人物。
市長に出会う前、手持ちのナイフで殺人を犯そうとしてたが、通りかかった市長にナイフを食べられ命乞いした。
宇佐美花（うさみ はな）
ウノサノ・ミウミサ・リウリサをはじめとする「宇佐美一家」の母親。外見は姉チームと同輩に見える若さで、『姉さん』では姉チームと同じ髪形をしており、まったく区別がつかないが、『メンヘラぁ』では下の方で髪を結んでおり、リウリサと見分けがつくようになっている。
『姉さん』で姉チームに紛れているのは、娘たちによれば母親の責務を果たすのが嫌だからであるという。姉チームで西を逆レイプしようとした際には、姉チームの一員に紛れていた。
『メンヘラぁ』では山田を誘惑する年上の女性として登場し、友人の母親として自らを「おばさん」と称する。街中で「エッチしよー」といいだす危険人物。
「妹チーム」
ウノサノの姉妹たち。多胎。すべて同時に誕生したかは不明だが、ウノサノ・ミウミサを含めたチーム全体が同輩として扱われる。また、おおよそ2人一組のペアで行動しており、登場頻度が多い人物の中ではウノサノ・ミウミサが一チームである。ペア行動はルールのようなものであり、ウノサノがヨネと邂逅した際に、ミウミサのどちらかと考え「なんでペアで行動してないんだ?」と発言している。
宇佐美家の女は徐々に成長していくのではなく、20歳で一気に成体へと変化する。その中でミウ・ミサが(厳密にはミサが先)一族で初めて10代の間に成体に変化している。このほか、宇佐美家の特異的な家族構成として天保生まれの先祖・ヨネや層雲峡にすむ曽祖母・キウが若い姿のまま健在であることが明らかになっている。
「お姉ちゃんチーム」
ウノサノの姉たち。大学生で、彼女らもまた多胎であるが、妹たちとは違い普通の体格である。リウリサもその一員であり、妹チームほど明確に示されているわけではないが、やはり2人一組での行動が基本らしい。
性欲が強く姉さんに「（性的）いたずらしたい」と発言したり、西に対して逆レイプ寸前まで行い、姉さんと姫川のことは実際にレイプしてしまった。姉さんのことを「姉さんちゃん」と呼んでいる。
サイコメトラーの能力が使える。
ヨ子（よね。「ヨネ」とも）
ウノサノら宇佐美一家の先祖。天保生まれであるが、年を取ることなく若い姿である。ミウミサが変身した際に花が取り出した写真で初登場する。そのミウミサにそっくりの外見で、関西弁を操る。家族の中でも「ヨネおばあちゃん」として伝説扱いされており、ウノサノが邂逅を果たした際には家族にうらやましがられた。ウノサノに、明治時代、京で「人斬りヨネちゃん」のとおり名で暗殺者として恐れられ、小樽で泥酔した黒田清隆に大砲を打たれ逆襲しに行くも、清隆と酒を飲み寝た、という武勇伝を語り去っていった。なおその際に清隆との間に子供を身篭った。
山田幸恵（やまだ ゆきえ（さちえ））
山田の母親。46歳の主婦。息子・純一同様メガネをかけた小太り体型で、純一の事を「純」と呼んでいる。

### 動物
ボク / ブサちゃん / テレパスキャット
精神感応（テレパス）レベル2の能力を持つオス猫。初登場時は野良だったが、初登場話の最後より宇佐美家の飼い猫。オッドアイ。同じ能力者、もしくは凄く疲れている人間と会話が出来、ウノサノとはテレパシーで会話をしている。THE市に棲息する動物たちにも知り合いが多い。
非常に不細工かつ知能は低い。お姉ちゃんチームに気に入られ飼われることになり、「ブサちゃん」と名付けられる。また、初登場時は自分を仔猫と勘違いしていた（猫の7歳は人間の40歳くらい）。
ストライプ
カラス。子分を従え、知能の低いボクをからかって遊んでいる。ただし、決してボクを憎んでいるわけではなく、ピンチの際には駆けつけるといった一面も見せる。フクロウによると、「神の末裔」。
スラッシュ
ウサギ。頭の中はドングリのことしかなく、リス美の自宅に侵入し蓄えていたドングリを平らげたことから、裁判にかけられた。なお、THE市の動物の間では、イナバのせいでウサギという動物の印象が悪く、死刑の機運が高まっていたが、サバエナが動物たちの教祖となったことにより助かる。
リス美（リスび）
リス。名前の通りメスと思われる。ただし、名前の読みは作中のルビは上記の通りで「リスみ」ではない様子。スラッシュに家のドングリを食べられた被害者だが、その後も食べられたりしながらもいい雰囲気となっている。
フクロウ
スラッシュを裁く裁判官役として登場した鳥。帽子をかぶり、襟付きのシャツにカーディガンという着衣姿。スラッシュとリス美の交際に対し、未知の生物「ウリス」が生まれることを危惧している。

### 怪異
本作は様々な人外の存在が登場しており、その中で準レギュラーとして様々な活躍をする者もいれば、1～2回の登場で消滅させられるものも多数存在する。下記に記載のない1回こっきりの怪異も含め、消滅させられたもののほとんどが、残骸が砂になるという特徴がある。

#### THE高七不思議
9巻時点で購買部のババアが二不思議潰しているため五不思議しかない。
- 偽エンゼル /  羽根つきおじさん

天使の姿をした欧米人風男性の二人組。その姿は姉さんにしか見えないらしく、クスクス笑っている。
12巻で再登場したときは愛希やウノサノも見えており、購買部のババアによって砂にされた。これにより残りは二不思議となった。
なお、この羽根つきおじさんは、同作者のデビュー作『クーリングオン』にも、一人で登場していた。
- 木人様 / 木のおじさん

THE高校の裏庭にある木に300年宿る精霊。2巻で初登場。出現する時は木の幹が扉のように開く。黒いTシャツにブリーフという格好ながら、学校の生徒や教師に真っ向から説教する。
- ひっくり返し婆さん

ありとあらゆるものをひっくり返すといわれているババア。11巻にて姉さんに回文で負け、砂となった。
- 透明おじさん→透明おっぱい

初期に名前のみ示された透明人間の怪異だったが、その実態は長らく不詳だった。26巻で姉さんらによって発見された。実態が不明であるため「おじさん」と俗称されたが、スプレー式の塗料で着色したところ、巨乳と陰茎を持ち、外見年齢もおそらくは若年で中性的な顔立ちであろうことが判明した。学校関係者に害なすタイプの怪異ではないため、姫川の判断および、本人の同意により、ウノサノがババアより譲り受けた聖水で陰茎のみ除去し、女性の怪異として生まれ変わらせた。以後、透明おっぱいとして校内に出没する。
- コツコツ

9巻で登場、そのまま購買部のババアに除霊されたため残り四不思議となった。校舎の屋上で怪死した女子生徒と噂されている。四つん這いで歯をコツコツと鳴らす、伽椰子に似た怪異。

#### その他の怪異
愛地蔵と金地蔵
1対の地蔵。テレパシーで姉さんらと会話する。愛地蔵は愛に関する願いを、金地蔵は金に関する願いをかなえることができる。昔から不仲で、喧嘩ばかりしている。姉さんがけしかけて2人に殴り合いをさせた結果、愛地蔵が勝利した。金地蔵は念仏を唱えられると金を吐き出す特性があり、姉さんはこれを金もうけに利用している。
白い河童
文字通りの未確認生物。アルビノ。関西弁をしゃべり、自らを「おっちゃん」という。ウノサノ、ノッポとは釣り友達。
初登場は6巻でTHE高の女子トイレに詰まって本を読んでいた。
自分が妖怪なだけに、妖怪に詳しい。身体能力は高く、熊とワニの両方を同時に相手することもできる。
自称『この世のバグ』。
ネズミファイター / 武者ネズミ（むしゃネズミ） / 辰姫（たつひめ）
ウサギの面をかぶった死神。魂が迷う前に刈ることを仕事としており、ゆがんだ性欲から魂を救うため、山田や西を殺そうとするが、それぞれ牧野や国木によって阻止される。その後は魂が迷う原因を事前に取り除く方針に変え、登場人物に危害を加える描写はなくなったが、それからも山田の元をよく訪れる。
生前は戦国時代の大名の娘で、辰姫とは生前の名である。当時は壮絶な時代だったようで、詳細は不明だが死神岬という場所で身を投げ、死神の宿命を背負ったことが示唆されている。その後は自ら考えた武者ネズミを名乗ったが、時代に合わせてネズミファイターに改めたという。ウサギの面をかぶっているが、ネズミの方が好きであるため、この名前だという。
ドッペルゲンガーでもあるらしく、登場当初は牧野とそっくりな容姿をしていたが、しだいに生前の容姿に戻る。しかし、恐怖した相手の容姿になる性質のため、牧野にビビらされた結果体型だけ牧野になる。
山田の事を「ジュンイチ」、「純一」と呼んで懐いており、求婚じみた言動もする。ただ、佐々木は盗聴を通じて哀しき素性を知っているため、牧野ほど邪険にできないでいる。
生前の名を知られてから山田からは「辰っちゃん」と呼ばれている。この名前は姉さんやノッポらからも愛称として用いられている。自らも気に入っているのか、そのように自称する機会も多い。
イナバ / 因幡の白兎 / ホラ吹きウサギ
14巻にて初登場。ストライプに追い詰められていたところをボクに助けられる。
ボクを食べようとしたところをストライプによって阻止され、そのまま活火山に落とされる。
その後復活して、15巻ではデスワームに人間の赤ん坊を食べさせ成虫にし、地上の壊滅を狙うも、今度はボクに阻止され、灰になりデスワームに食べられる。
心臓が右にある。
19巻からは魔界に滞在し、宝井とともに旅をしている。戻ろうと思えば日本に戻れるらしいが、財宝目当てに滞在を続けている。
月
12巻に登場。十三夜にウノサノ、白い河童の前に現れた偽の月。自称「夜を支配するもの」。
ウノサノ、白い河童に石を投げつけられ、ゲロを吐き殺されたはずだったが、2話後にサノに吊り上げられる形で復活。姫川の精神をのっとり上着を脱がせ踊らせた。
お昼寝塾
眠りの神を自称する塾長と、9人の塾生からなる集団。購買部のババア曰く自分を神と思い込んでいるタイプの怪異。THE高に正午、突然現れ白い霧によって購買部のババア以外を眠らせた。
全員、購買部のババアに鼻をもぎ取られ消滅。
神様 / 妖仙（ようせん）
時折しょーちゃんや龍くんの前に姿を表す神様。第3次世界大戦を食い止めるのにほぼ全ての力を使っているという。子供に優しい性格だが、道を外れた発言をしてしょーちゃんに説教される一面も。17巻で、実は神様の仕事を勝手に引き継いだ仙人であることが発覚した。
おっぱいパッ○マン / サバエナ
16巻で河童・ノッポ・ウノサノが湖で釣りをしていた際に見つけた悪神。湖の中に沈められ、両乳首を札で封印されており、封印を開けると乳首ではなく口があり、封印がないときは饒舌にしゃべる。ちなみに、陰部も札がないとしゃべる。
この様子から河童らにおっぱいパ○クマンとあだ名された。17巻で妖仙が語るには、神話の時代に天界の神々に封印されたとのことだったが、龍之介が封印を解いてしまい、復活させてしまった。
尊大なように見えて、かなりのお節介焼き。人間にあまり禍をなすタイプの神ではないが、非常に鬱陶しい。ウノサノは、封印されたのは恐ろしかったからと言うよりは鬱陶しかったからではないかと分析している。現在は動物たちの間で神とあがめられる。
長らく名前がでてなかったノッポの本名を初めて呼んだキャラ。
デミ・運転手 / デミ・新右衛門 / デミ・軍人 / デミ・一休
模型部時代に、姉さん、オカッパ、マキマキの頭の上のプラモの中にいたデミ・ヒューマノイド。書道部になったときにプラモごと破棄されたはずだったが、17巻にて再起動という形で生き返る。食料をめぐり、デミ・運転手はデミ・軍人に、デミ・軍人はデミ・一休に、デミ・一休はデミ・新右衛門に各々殺される。デミ・新右衛門もデミ・運転手と一緒にいたネズミ殿に射殺されたような描写があり、17巻をもって廃棄が完了している。
ネズミ殿
再起動したデミ・運転手とともに暮らしていた鼠。一人称は「ボキュ」。デミ・新右衛門の行動に糞尿を漏らしたりするも、食料を独り占めするデミ・新右衛門のけがれた魂に怒り銃で彼を撃った。
律子（りつこ） / 美津子（みつこ）
若い頃のメリッサをモデルにしてつくられたラブドールで、名前は持ち主の公彦につけられたと思われるが、初登場時と再登場時で名前が違う。初登場時、公彦の結婚に際し捨てられたのを、ヨシ君・東・西にテレパシーで話しかけた。その後、自ら発声する能力を得て、それを見た公彦は婚約者を捨て美津子と復縁を決意した。なお、元婚約者はヨシ君らから謝罪を受けたが、「結婚する前にヤバい奴だと分かってよかった」と感謝していた。
その後、会話どころか自由に動く能力を得て、ほぼ人間同様の姿になってヨシ君らの前に姿を現し、お茶した上に、偶然通りがかったメリッサ本人とも邂逅を果たした。美津子によると、流血するなど人間に近い体を得たが、年を取らないそう。
サチ
黒い肌に幼い外見を持つ宇宙人の少女。体の改造手術を得意としており、菊池の体に様々な改造を施している。その経緯で知り合った辰姫とも仲良し。
chinpo（ちんぽ）
サチが下山の体に取り付けた人工の陰茎。下山が自らの陰茎を失い、子供に対する欲求を失った代わりにサチが授けた。彼自身が意志を持つ。
金魚
ウノサノがペットショップで200円で購入した、ハイドロポンプ攻撃を放つ金魚。人語を話す。強さにほれ込んだものの、だれかれ構わず通行人に攻撃を仕掛けることから、手にあまりカッパに預けた。その後、空中浮遊まで体得し、凶暴性が増し、カッパですら手に負えずサバエナに預けられた。
ドナドナ
少年の姿をした怪異。生物無生物問わずあらゆるものに存在する「レベル」を下げる「レベルドレイン」の能力を持ち、若い女性に「お嫁さんにするように」迫る。ウノサノが「万死に値する」と断じ、アイキに消滅させられたが、その後何故か復活。ウノサノの言葉は覚えており、復活するたびに何故か自ら消滅し、27巻現在、3回死んでいる。

### その他
マー君
姉さんの中2の時の彼氏。金持ちの家の息子。
交際時の姉さんから、冬場に股間や服の中に熱い飲料をかけられる嫌がらせを受けていた。それでも本人は、姉さんと付き合ってると思っていたが、実際は姉さんにからかわれているだけだった。
高校生になった現在、姉さんと偶然遭遇した時にマウントをとられて殴られたうえに、模型部全員の御飯をおごらされた。新しい彼女がいるが、写真を観た姉さんは「ブス」と発している。
ジャッキー / ぽっくん / 長谷川（はせがわ）
学校の隣にあるマンションに住む、変質者。
小太りでメガネにチョビ髭の中年男性で、幼児服によだれ掛け、おむつ姿で左手にガラガラ、右手には空気注入式のダッチワイフを持っている。
普段は自室のベランダに出て、運動場にいる女生徒におっぱいをせがんでおり、あんまり構うとベランダから飛び降りたり、校庭に入ってきたりする危険人物。赤ちゃん言葉で一人称は「ぽっくん」であることから姉さんからはぽっくんと呼ばれている。女性を二人称のように「ママ」と呼ぶ。
当初は「赤ちゃんおじさん」と呼ばれていたが、ベランダから落ちても無傷だったことからジャッキーとあだ名されるようになる。
頻繁に警察の世話になっている模様で、警察官からは「長谷川さん」と呼ばれる。また、12巻で本屋の店長であることが判明した。本屋とウノサノで鉢合わせた際に、部下の園田の胸を鷲掴みにするも、逆に園田が性癖に目覚め、職を失わずに済んだ。
佐々木を仲間外れにしようとした姉さんらクラスメートに説教したり、ジャッキーのママになることを宣言した園田を、店を放置したことを理由に拒否するなど、妙な社会性をのぞかせることも。
17巻で園田との間に娘をもうけるが、18巻で我を取り戻した園田に離婚されてしまう。
雌ジャッキー / 妹赤（いもあか） / 園田（そのだ）
ジャッキーが店長を務める本屋のアルバイト店員。店内で赤ちゃん化したジャッキーに乳房を鷲掴みにされるも、その後性癖に目覚めて、逆にジャッキーに迫るようになる。その後ジャッキーの妹赤ちゃんを目指しており、「雌ジャッキー」または「妹赤」の通り名で町に出没するようになる。ウノサノ曰く「THE市の汚物」。
17巻でジャッキーとの間に娘をもうけるが、18巻で我を取り戻した結果ジャッキーと離婚した。この離婚に自責の念に駆られたウノサノは園田や薫に対して世話を焼いているが、定規からは別にウノサノのせいではないと指摘されている。なお、薫はそのうち復縁すると楽観視している様子だが、パクリ赤ちゃん騒動で偶然再会した際に、長谷川やパクリ赤ちゃんに唾を吐くなど、現状は復縁の兆しはない。
園田薫（そのだ かおる）
ジャッキーと園田の間にできた娘。登場時、胎児であり、ウノサノとテレパシーで話をする。17巻では「カオル」と表記されていたが、18巻以降は「薫」と表記されている。
前世の記憶を持っており、チャラいが熱いハートを持っている。前世では車で事故死した模様。前世の彼女みゆゆに操を立てるため授乳を拒否し自害を決意するが、その後自身が女の子であると知り問題が解決した為19巻で無事に生まれた。現在もまだ会話ができないため、ウノサノとはテレパシーでの交信を続ける。
パクリ赤ちゃん / ユーキちゃま
長谷川の姿がSNSでの拡散などによって話題となった結果大量発生した、彼や一時期の園田を模倣した、赤ちゃん姿の若い女性。その大半は園田同様、我に返り自然消滅したが、現時点ではユーキちゃまのみが単独で活動し続けている。ユーキちゃまは大きなリボンを付けた巨乳の女性で、赤ちゃん姿で飲酒・喫煙している。
アキト
人気ミュージシャン。THE市を訪れていたところ、姉さんの屁の音を絶対音感で当てたことで、姉さんと意気投合する。姉さんの無礼に怒らず、冷静に対応する。姉さんを「キャンディ」と呼ぶ。
赤ん坊の頃に両親に捨てられて施設で育った経験がある。
宝井清（たからい きよし）
「ムチャ」な行動をとることに命を懸けている中年男性。
初登場で逮捕され、その後（作中に描かれているだけで）2度脱獄している。ウノサノとは顔なじみで「ムチャのおじしゃん」と呼ばれている。警察から指名手配されており、ポスターによると、北海道出身の49歳。ムチャな行動を好んでする危険人物だがノンケを襲おうとする国木に対して「合意のないムチャはつまらんムチャだぜ?」と常識的な発言をする一面もある。
作中で2回死亡しているが、1回は蘇生している。また、臨死体験を繰り返した結果、幽体離脱できるようになっている。19巻で2回目の死を遂げて地獄に落とされるはずが、手違いで魔界に送られ、そこで知り合ったイナバと旅を続けている。
ピエロ
大道芸人の中年男性で、姉さんに「おっさん」呼ばわりされている。街中で通行人に大道芸を見せていたところ、姉さんから「芸が全然面白くない」と難癖をつけられた。そのため姉さんの目の前でジャグリングを披露したが冷ややかな反応をされ、逆に彼女には口にゴム風船を含んで耳で膨らませる芸を見せつけられて戦慄し、最後は素顔を晒して泣いていた。就職活動を始めたとのこと。
品田俊夫（しなだ としお）
姉さんたちが旅行に行った時の、貸し切りバスの運転士。半ズボンで勤務する。温和な性格で、半ズボン以外は真人間と思われていたが、のちに覚醒剤取締法違反で逮捕された。
警察官
声 - 加藤雅人、鈴木亨
交番勤務の警察官。前述の佐々木父を除き、特に名前の設定はないが、国木や長谷川をはじめとする町の変質者たちの相手をよくしており、彼らをめぐるトラブルの状況把握にたけている。西やカス村など、変質者の被害に遭った人物の保護もよく行っており、西からは「あの警察官、いい人そうで好き」と評されている。姉さんのこともよく知っており、ウノサノからも一目置かれている。
交番に現れた宝井に煽られたことに腹を立て、指名手配の懸賞金(600万円)にポケットマネーで2万円を足したことがある。
マン
ウルトラマンに似た形状の被り物をして町に現れる高齢男性。THE市によく出没する(ただし、市外在住)。変質者の一人として認識されるが、実際の行動は人助けなどの善行であるため、市民からはヒーローとして受け入れられている。
焼き芋屋
黒と金のツートンカラーのロン毛にメイクをした状態で、デスボイスで騒音を立てながら焼き芋や竿竹を売る迷惑な露店商。自身も相当近所迷惑な存在だが、他人の迷惑にはうるさく、よくトラブルを起こしている。
「ANTI BLACK」の主人
元々は、黒髪のロングヘアーに恐怖を抱き、「黒髪ロングは怖い」と市民に印象付けるため、黒髪のカツラをそこら中にまき散らす変質者として登場し、その際に姫川の髪を染めようと迫った。その際に美容師免許はないと言いきったものの、その後、免許取得したのか、上記の店名でブリーチを専門とする美容室を開店したが、白髪染めを所望する婦人を金髪にするなど、迷惑ぶりは相変わらずだった。
マフィア
姉さんの知り合いの外国人集団。姉さんが「ボルシチ野郎」と呼んだことからロシア人と思われる。廃タイヤや金の延べ棒などをよく売りつけに行っている。東・西は外国人窃盗団だから関わらない方がいいと忠告したが、姉さんはもとより承知済みであったことから意に介さなかった。後に密漁にも手を染めたこともある。
デカブツ / 大久保大樹（おおくぼ、下の名前の読みは未詳）
図体のデカい変質者。初登場時、THE市外のバスが2時間に一回しか来ない田舎町のバス停で京子がバスを待っていたところ、バス停の入口に体を挟み、胸を見せないとバス停から出さないと迫った。初登場時、執行猶予中の身で、2回目、京子とマーちんの前に再度現れ、逮捕された。家はマーちんほどではないがお金持ちで、3回目の登場時は金の力で事件をもみ消して釈放されたという。本名は辰姫の手配書が出典で、基本的には大男やデカブツとよばれている。
4回目の登場ではマーちんと普通に散歩していた。
モグラ男 / 林盛人 / 菊池（きくち）
元は14巻で、マンホールの中から顔を出していた中年男性。自らは高偏差値らしいのだが、低偏差値なリア充に恨みを抱いていた。姉さんたちにモグラ叩きで勝負を挑んだ。
その後21巻で再登場し、サチに体を改造された。辰姫に始末されそうになったが、なんとか助かり、以後は辰姫・サチとも仲が良い。なお、実家が太いらしく、いい暮らしをしている。
辰姫の手配書には林という名が記されていたが、サチによれば菊池と言う名前であり、設定に矛盾がある。
下山とおる （しもやま -）
政治活動家で、子供に関する政策を訴えるが、その実、子供に性的欲求を感じる体質らしく(必ずしもロリコンと言うわけではなく、作中で明確に通行人に欲求を感じたのはむしろ男児であった)、子供に関して興奮した際に「勃気」を落とす性質を持つ。のちにサチによる改造の結果、自らの陰茎を失い、サチの発明品である人工陰茎・chinpoを与えられ、子供に対する欲求は消え去ったが、後に、街で変質者に遭った(と思われていたが、実際は彼女の叔父であった)ユーリを助けようと、気力で子供に対する欲求が復活した。
「Sato」
山田の服が破れ、服屋で痴話喧嘩を繰り広げていた佐々木・牧野のもとに現れた男性店員。上記の名前は名札のもの。山田の服を縫うことで解決しようとしたが、その出来は全然駄目であった。その後、ニビや姫川と言った中高生を(本人にとっては善意で)家まで送ろうとする変質者として再登場した。なお、その際に姫川もろとも怪異の襲撃に遭い交番に駆け込んだ。
岸（きし）とその一味
バンに乗り、若い女性を拉致しレイプする3人組の男性。海水浴場で見かけた姉さん一味からハルナを拉致しようと試みるが失敗に終わり、国木にお仕置きされた。岸は以後、国木のトラウマで家に引きこもっており、名前の設定されていない残り2人で活動していたが、モッチにバンを破壊させられたことをきっかけに自首を決意した。

## 舞台について
コミックス14巻に収録された242話における地図で、本作の舞台が北海道(札幌市付近)であることが明言された。
それ以前からも札幌が舞台であることを示唆する記述が複数存在する。姉さんたちが通う高校はTHE高校、住んでいる市はTHE市、となっているが、作中（5巻）で登場する地図の形状は北海道札幌市に酷似している。また、その地図には学園都市線、国道5号、国道12号が実名で登場する。また、作中での山田の住所は「西区西町2条4丁目」である。〇条〇丁目は北海道各地で頻繁にみられる住所表記である。ちなみに、西町は札幌市西区に実在するが、「条」は使用していない。アニメ版では北海道警のパトカーが登場している。

## 書誌情報
- 栗井茶 『+チック姉さん』 スクウェア・エニックス 〈ヤングガンガンコミックス〉、既刊27巻（2025年5月23日現在）
  1. 2011年5月25日発売[24]、ISBN 978-4-7575-3241-0
  2. 2011年5月25日発売[25]、ISBN 978-4-7575-3242-7
  3. 2011年6月25日発売[26]、ISBN 978-4-7575-3273-1
  4. 2011年9月24日発売[27]、ISBN 978-4-7575-3384-4
  5. 2012年2月25日発売[28]、ISBN 978-4-7575-3518-3
  6. 2012年12月22日発売[29]、ISBN 978-4-7575-3837-5
  7. 2014年4月25日発売[30]、ISBN 978-4-7575-4289-1
  8. 2015年1月24日発売[31]、ISBN 978-4-7575-4542-7
  9. 2016年5月25日発売[32]、ISBN 978-4-7575-4990-6
  10. 2016年11月25日発売[33]、ISBN 978-4-7575-5160-2
  11. 2017年7月25日発売[34]、ISBN 978-4-7575-5431-3
  12. 2018年8月25日発売[35]、ISBN 978-4-7575-5821-2
  13. 2019年4月25日発売[36]、ISBN 978-4-7575-6101-4
  14. 2019年12月25日発売[37]、ISBN 978-4-7575-6444-2
  15. 2020年8月25日発売[38]、ISBN 978-4-7575-6806-8
  16. 2020年11月25日発売[39]、ISBN 978-4-7575-6954-6
  17. 2021年3月25日発売[40]、ISBN 978-4-7575-7165-5
  18. 2021年8月25日発売[41]、ISBN 978-4-7575-7435-9
  19. 2021年12月25日発売[42]、ISBN 978-4-7575-7639-1
  20. 2022年6月23日発売[43]、ISBN 978-4-7575-7988-0
  21. 2022年10月25日発売[44]、ISBN 978-4-7575-8216-3
  22. 2023年2月25日発売[45]、ISBN 978-4-7575-8416-7
  23. 2023年7月25日発売[46]、ISBN 978-4-7575-8687-1
  24. 2023年12月25日発売[47]、ISBN 978-4-7575-8972-8
  25. 2024年5月24日発売[48]、ISBN 978-4-7575-9200-1
  26. 2024年11月25日発売[49]、ISBN 978-4-7575-9528-6
  27. 2025年5月23日発売[50]、ISBN 978-4-7575-9867-6
- 栗井茶 『メメメメメメメメメメンヘラぁ…』 スクウェア・エニックス〈ヤングガンガンコミックス〉、既刊5巻（2024年11月25日現在）
  1. 2016年11月25日発売[51]、ISBN 978-4-7575-5161-9
  2. 2020年8月25日発売[52]、ISBN 978-4-7575-6807-5
  3. 2022年6月23日発売[53]、ISBN 978-4-7575-7989-7
  4. 2023年7月25日発売[54]、ISBN 978-4-7575-8688-8
  5. 2024年11月25日発売[55]、ISBN 978-4-7575-9529-3

## Webアニメ
Web配信の約2分ほどのオリジナルアニメ。監督の水島努自身がコンテ・演出・音響監督その他を手がけている。ヤングガンガン公式サイト、ニコニコ動画、YouTubeでの先行配信のほか2011年5月19日よりガンガンONLINEでも配信されている。
2012年8月22日に配信エピソードも含む全12話を収録した『OVA +チック姉さん』全1巻を発売。先行して2012年7月31日にはグッドスマイルカンパニーよりDVDまたはBlu-ray同梱の『ねんどろいど 姉さん』DVD・Blu-rayセットを発売。

### スタッフ
- 原作 - 栗井茶（掲載「ヤングガンガン」スクウェア・エニックス刊）
- 監督・音響監督 - 水島努
- キャラクターデザイン - 木野下澄江
- ロゴデザイン - メチクロ
- 色彩設計 - 林可奈子
- 美術監督 - 西村隆、石田晶子
- 撮影監督 - 濱雄紀、羽田巧
- 編集 - 須藤瞳
- 音楽プロデューサー - 伊藤善之
- 音楽 - 加藤達也
- 音楽制作 - ランティス
- プロデューサー - 小田ツヨシ、曽根孝治、山口聰
- アニメーション制作 - TYOアニメーションズ、バーナムスタジオ
- 制作プロデューサー - 漆山淳
- 製作 - 「+チック姉さん」製作委員会（グッドスマイルカンパニー、ランティス、ダックスプロダクション、バーナムスタジオ、旭プロダクション、TYOアニメーションズ）

### 主題歌
「ぷらすちっく☆思考」
ULTRA-PRISMによるオープニングテーマ。作詞は月宮うさぎ、作曲・編曲は小池雅也。
「私と私がしたいこと」
早乙女由香によるエンディングテーマ。作詞は畑亜貴、作曲は江並哲志、編曲は河田貴央。

### 各話リスト
（）は配信時の話数。
| 話数            | サブタイトル         | コンテ   | 演出     | 作画監督   | 初回配信日    | アイキャッチ     |
| --------------- | -------------------- | -------- | -------- | ---------- | ------------- | ---------------- |
| 第1話 （第5話） | 喧嘩チック           | 水島努   | 水島努   | 木野下澄江 | 2012年2月24日 | 姉さん           |
| 第2話 （第1話） | 仲良しチック         | 水島努   | 水島努   | 木野下澄江 | 2011年5月16日 | オカッパ         |
| 第3話 （第3話） | キッスチック         | 水島努   | 柴田彰久 | 木野下澄江 | 2011年9月16日 | マキマキ         |
| 第4話 （第4話） | ビューティーチック   | 水島努   | 水島努   | 木野下澄江 | 2011年9月24日 | 美しさの人       |
| 第5話 （第2話） | 恋話チック           | 水島努   | 水島努   | 木野下澄江 | 2011年5月16日 | 戦車兵           |
| 第6話           | 餅ック               | 水島努   | 柴田彰久 | 木野下澄江 |               | 真田             |
| 第7話           | 立ち直りチック       | 水島努   | 柴田彰久 | 木野下澄江 |               | 多田             |
| 第8話           | 解決チック           | 水島努   | 柴田彰久 | 木野下澄江 |               | ウノサノ         |
| 第9話 （第6話） | 仲直りチック         | 水島努   | 柴田彰久 | 木野下澄江 | 2012年6月9日  | 国木             |
| 第10話          | 憧れチック           | 水島努   | 柴田彰久 | 木野下澄江 |               | シンディ         |
| 第11話          | テニスのお姫様チック | 水島努   | 柴田彰久 | 木野下澄江 |               | せな毛（保健医） |
| 第12話          | 大きなお世話チック   | 柴田彰久 | 柴田彰久 | 木野下澄江 |               | 花ちゃん         |